# Морозівка (Калінінградська область)
Морозівка (рос. Морозовка) — селище Зеленоградського району, Калінінградської області Росії. Входить до складу Красноторовського сільського поселення.
Населення — 41 особа (2015 рік).

## Населення
| 2002 | 2010 |
| ---- | ---- |
| 27   | ↗41  |